# Karel Boleslav Jirák
Karel Boleslav Jirak (født 28. januar 1891 i Prag - død 30. januar 1972 i Chicago, Illinois, USA) var en tjekkisk komponist, dirigent og lærer.
Jirak fik undervisning privat af Josef Bohuslav Foerster og Vitezslav Novak. Han har skrevet seks symfonier, orkesterværker, operaer, kammermusik, sange, et Requiem og koncerter for mange instrumenter.
Han blev en af de ledende og vigtigste lærere på Prags Musikkonservatorium, hvor han skolede og oplærte mange af eftertidens komponister i Tjekkoslovakiet.
Jirak emigrerede i 1947 til Chicago i USA, hvor han fra (1948-1967) var professor i komposition på Roosevelt University og fra (1967-1971) på Chicago's musikkonservatorium.
Han var også en succesrig dirigent bl.a. for det tjekkoslovakiske radiosymfoniorkester og Hamborgs operaorkester.

## Udvalgte værker
- Symfoni nr. 1 (1915-1916) - for orkester
- Symfoni nr. 2 (1921-1924) - for orkester
- Symfoni nr. 3 (1929-1938) - for orkester
- Symfoni nr. 4 "Episoder fra en kunstners liv" (1945) - for orkester
- Symfoni nr. 5 (1949) - for orkester
- Symfoni nr. 6 (1957-1970) - for orkester
- Sinfonietta (1944) - for lille orkester
- "Kvinden og guden" (1936) - opera
- Requiem (1952) - for solister kor og orkester
- "Symfonisk scherzo" (1952) - for orkester